# Spinoso
Spinoso är en ort och kommun i provinsen Potenza i regionen Basilicata i Italien. Kommunen hade 1 422 invånare (2017).